# Ekvadorsko-peruanska granica
Granica Ekvadora i Perua je međunarodna granica koja odvaja Ekvador od Perua. Proteže se od Tihog oceana do rijeke Putumayo unutar amazonske prašume. Isprva prati rijeke Zarumilla i Chira, a zatim prelazi u Cordillera del Cóndor.
Povijest granice obilježena je teritorijalnim sporom sve do 1998. godine, kada su  tadašnji predsjednici Jamil Mahuad i Alberto Fujimori potpisali predsjednički akt iz Brazilije.
Granica je bila zatvorena od 2020. do početka 2022. zbog pandemije COVID-19.

## Vanjske poveznice
|  | Zajednički poslužitelj ima još gradiva o temi Ekvadorsko-peruanska granica |